# Église de la Présentation-de-la-Mère-de-Dieu-au-Temple d'Inđija
Pour les articles homonymes, voir Église de la Présentation-de-la-Mère-de-Dieu-au-Temple.
L'église de la Présentation-de-la-Mère-de-Dieu-au-Temple d'Inđija (en serbe cyrillique :  Црква Ваведења Богородице ; en serbe latin :  Crkva Vavedenja Bogorodice) est une église orthodoxe serbe située dans la ville d'Inđija en Serbie et dans la province de Voïvodine. Construite en 1754 et 1755, elle est inscrite sur la liste des monuments culturels de grande importance de la république de Serbie (identifiant no SK 1280).

## Présentation

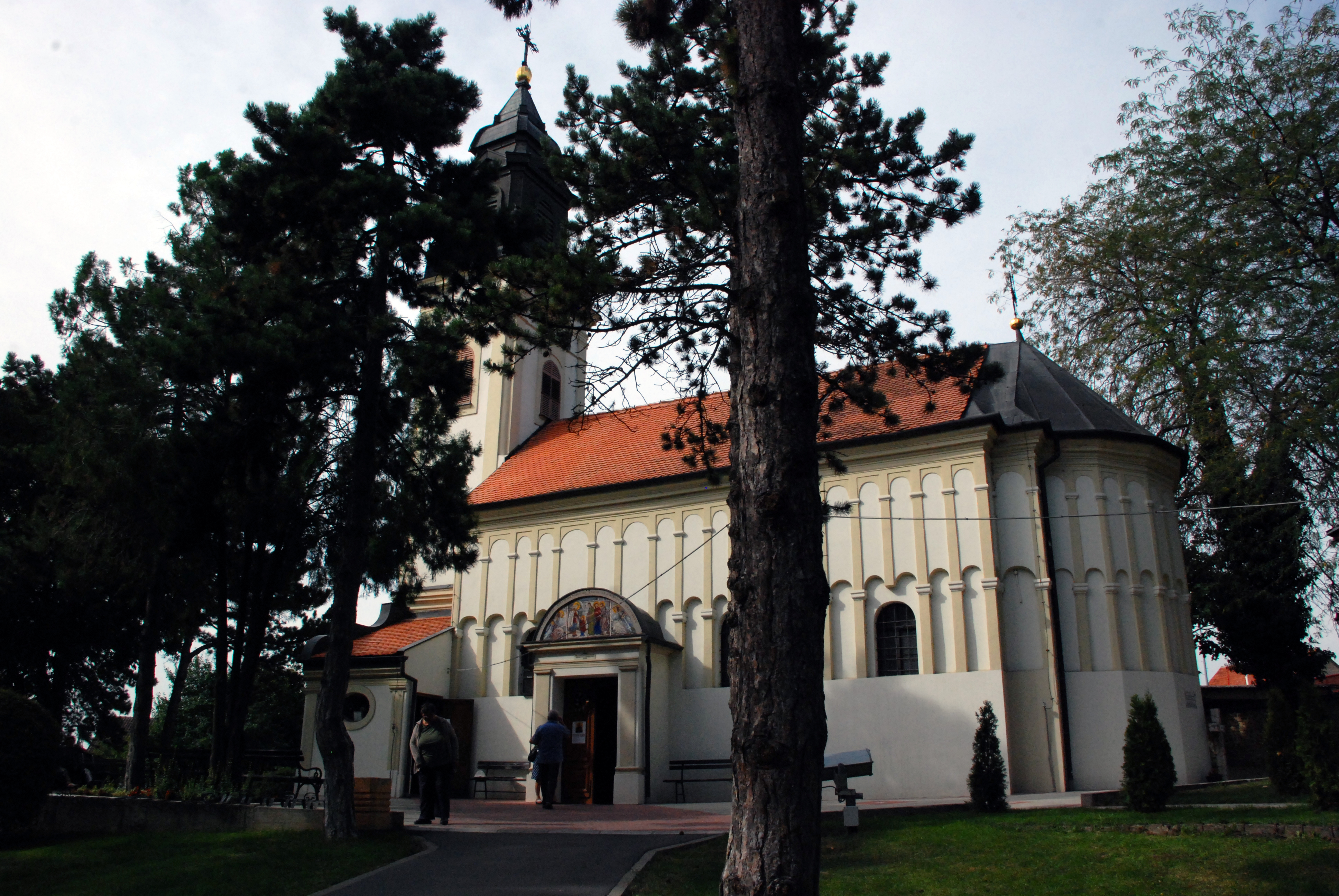
Autre vue de l'église

L'église de la Présentation de la Mère-de-Dieu a été construite en 1754 et 1755, dans un style baroque. La façade occidentale est ornée de volutes et, au nord, à l'est et au sud, les façades sont rythmées par des pilastres, tandis qu'une corniche court le long du toit.
L'iconostase, de style baroque avec des éléments rococo, est l'œuvre d'un sculpteur inconnu ; les icônes sont séparées par des colonnes cannelées qui se terminent de manière composite par des rameaux tordus, des feuilles de chêne, des grappes de raisin et des boutons de rose. Les peintures de l'iconostase et les fresques sont dues à un artiste du XVIIIe siècle dont on ne connaît pas le nom. Le trône de l'évêque a été peint en 1923 et les fresques ont été remaniées par Nemanja Brkić en 1954.
L'église a été restaurée en 1979 et l'iconostase entre 1980 et 1986.